# 22254 Владбармін
22254 Владбармін (22254 Vladbarmin) — астероїд головного поясу, відкритий 3 жовтня 1978 року.
Тіссеранів параметр щодо Юпітера — 3,516.